# CW-kompleks

## Definicja
Przestrzeń topologiczną {\displaystyle X} nazywa się CW-kompleksem, jeśli można ją przedstawić w postaci sumy rozłącznych zbiorów {\displaystyle \sigma _{i}^{k},} nazywanych komórkami, gdzie {\displaystyle i} jest numerem komórki, a {\displaystyle k} – jej wymiarem, to znaczy
{\displaystyle X=\bigcup \limits _{k=0}^{\infty }\bigcup \limits _{i\in I_{k}}\sigma _{i}^{k},}
gdzie {\displaystyle I_{k}} są zbiorami indeksów, a dla każdej {\displaystyle k}-komórki {\displaystyle \sigma _{i}^{k}} jest określone odwzorowanie ciągłe (tak zwane odwzorowanie charakterystyczne) {\displaystyle \chi _{i}^{k}:D^{k}\to X} pewnej domkniętej kuli {\displaystyle k}-wymiarowej w przestrzeń {\displaystyle X,} które ma własności następujące:
1. Ograniczenie odwzorowania {\displaystyle \chi _{i}^{k}:D^{k}\to X} do wnętrza kuli {\displaystyle \operatorname {Int} D^{k}} jest homeomorfizmem {\displaystyle \operatorname {Int} D^{k}} na komórkę {\displaystyle \sigma _{i}^{k}.}
2. Ograniczenie komórki {\displaystyle \sigma _{i}^{k},} czyli {\displaystyle {\overline {\sigma }}_{i}^{k}\setminus \sigma _{i}^{k},} gdzie {\displaystyle {\overline {\sigma }}_{i}^{k}} jest domknięciem zbioru {\displaystyle \sigma _{i}^{k}} w {\displaystyle X,} zawiera się w sumie skończonej liczby komórek mniejszego wymiaru.
3. Zbiór {\displaystyle Y\subset X} jest zbiorem domkniętym wtedy i tylko wtedy, gdy dla każdej komórki {\displaystyle \sigma _{i}^{k}} zbiór {\displaystyle (\chi _{i}^{k})^{-1}(Y)\cap D^{k}} jest domknięty w {\displaystyle D^{k}.}

## Przykłady
- Sfera {\displaystyle n}-wymiarowa {\displaystyle S^{n}} może być przedstawiona w postaci sumy dwóch komórek, 0-wymiarowej i {\displaystyle n}-wymiarowej:

{\displaystyle S^{n}=\sigma ^{0}\cup \sigma ^{n}}.
- Torus {\displaystyle T^{2}} jest sumą jednej komórki 0-wymiarowej, dwóch komórek 1-wymiarowych i jednej komórki 2-wymiarowej:

{\displaystyle T^{2}=\sigma ^{0}\cup \bigcup \limits _{k=1}^{2}\sigma _{k}^{1}\cup \sigma ^{2}}

## Literatura dodatkowa
- Klaus Jänich: Topologia. Warszawa: PWN, 1991. ISBN 83-01-10141-5. Brak numerów stron w książce